# Cordonets
Cordonets és un mas al terme municipal d'Argelaguer (Garrotxa) catalogat a l'Inventari del Patrimoni Arquitectònic de Catalunya. Casal situat al costat de la carretera comarcal que uneix Olot amb Girona. L'estructura arquitectònica del mas Cordonets correspon a una obra del segle xix. És de planta rectangular i teulat a dues aigües amb els vessants vers les façanes laterals; al centre d'aquesta teulada hi ha un petit colomar o llanterna de teulat, també, a dos vessants. Els ràfecs es troben bellament ornats amb sanefes que reprodueixen motius geomètrics. El casal disposa de planta baixa, pis i golfes. La façana més remarcable mira a migdia i es destaca una àmplia eixida a nivell del primer pis, recolzat damunt dos grans arcs de mig punt. Les golfes disposen de quatre obertures de punt rodó. El mas Cordonets té les façanes emblanquinades quedant els carreus de les obertures, que estan molt ben tallats, ben remarcats.